# Barnard Castle
Barnard Castle est une ville du comté de Durham, en Angleterre. Elle est située sur la rive nord de la Tees, face au village de Startforth. Au moment du recensement de 2011, elle comptait 5 495 habitants.

## Histoire
La ville doit son nom au château de Barnard, autour duquel elle s'est développée.
Le HMS Zetland est parrainé par la communauté civile de Barnard Castle pendant la campagne nationale du Warship Week (semaine des navires de guerre) en mars 1942. Il est un destroyer de classe Hunt de type II, construit pour la Royal Navy.

## Personnalités liées à la ville
- Jane Drew (1886-1953), architecte, y est morte ;
- Cyril Northcote Parkinson (1909-1993), historien et essayiste, y est né ;
- Karen Straker-Dixon (1964-), cavalière de concours complet, y est née.